# David Novák (teolog)
David Novák (* 10. dubna 1966 Praha) je český protestantský kazatel, teolog a publicista; od roku 2017 předseda Rady Církve bratrské.

## Život
Po dokončení střední školy pracoval jako elektrikář. V roce 1985 nastoupil dvouletou základní vojenskou službu. V roce 1991 nastoupil do denního studia na čerstvě otevřeném Evangelikálním teologickém semináři. Během studií se stal vedoucím odboru mládeže v Církvi bratrské a tuto práci vykonával 16 let, pak několik let pracoval v této církvi jako evangelista. V roce 1993 založil Českou pobočku organizace Atleti v Akci.
Po ukončení teologického studia na Evangelikálním teologickém semináři dálkově vystudoval Fakultu humanitních studií (dříve IZV) a pak International Baptist Theological Seminary, pod University of Wales. Vyučoval na několika středních školách, naposledy na gymnáziu Jana Patočky předmět Společenské vědy. V roce 2001 byl zvolen do Rady CB, V roce 2013 se stal kazatelem sboru na Praze 13. Od roku 1999 vyučuje na Evangelikálním teologickém semináři filozofii, misiologii, filozofii a etiku sociální práce. Od roku 2013 byl rovněž předsedou České evangelikální aliance. V roce 2012 se stal kazatelem ve sboru CB Praha 13 Stodůlky.
Byl zvolen předsedou Rady Církve bratrské a funkce se ujal v září 2017. Je ženatý a má dva syny Adama a Martina.

## Dílo
- Víra ve vírech doby, Návrat Domů, 2001.

- Víra ve vírech otazníků, TWR, 2002.

- Rozhovory s Nietzschem, Návrat Domů, 2004.

- Víra ve vírech strach, Návrat Domů, 2010.

- Evangelium neobyčejných, Návrat Domů, 2014.

- Nebezpečné povolání, Nakladatelství KMS, 2018.

- Jak zničit církev, Nakladatelství KMS, 2020.
- Kdo jsem já, abych vedl, Návrat Domů, 2024.